# Sundarion bimaculata
Sundarion bimaculata är en insektsart som beskrevs av Leon Fairmaire. Sundarion bimaculata ingår i släktet Sundarion och familjen hornstritar. Inga underarter finns listade i Catalogue of Life.